# 拉德克·什劳夫
拉德克·什劳夫（捷克語：Radek Šlouf，1994年10月30日—），捷克男子皮划艇运动员，2017年世界皮划艇竞速锦标赛男子四人皮艇500米铜牌得主、2020年夏季奥林匹克运动会男子双人皮艇1000米铜牌得主、2021年世界皮划艇竞速锦标赛男子四人皮艇500米铜牌得主。